# František Josef Schwoy
František Josef Schwoy (11. prosince 1742, Velké Heraltice, Slezsko – 10. října 1806, Mikulov) byl historiograf, topograf a genealog, který se zabýval historií a topografií Moravy.

## Život
Po studiích na jezuitském gymnáziu v Tuřanech a pak v Brně nastoupil dráhu státního úředníka. Jeho kariéra vyvrcholila ve funkci zámeckého hejtmana v Mikulově, kde ve věku 64 let i zemřel.
Rozsáhlý místopisný materiál vydal ve svém několikasvazkovém díle „Topographie vom Markgrafthum Mähren“ (Topografie markrabství moravského) z let 1786 – 1793. Při svém bádání vycházel z četných pramenů a originálních manuskriptů 14. – 16. století, které zčásti dnes již neexistují.
Jeho pozůstalost koupil hrabě Hugo František Salm, který ji roku 1818 daroval do nově vytvářených sbírek Františkova musea v Brně (dnes Moravské zemské muzeum), založeného v předchozím roce 1817; zde je uložena dodnes.

## Dílo
- Topographische Schilderung des Markgrafthum Mähren. 2 Bände. Prag und Leipzig 1786 
Band 1: Einleitung, Olmützer, Preraurer und Hradischer Kreis 
Band 2: Brünner, Znaimer und Iglauer Kreis
- Topographie vom Markgrafthum Mähren. 3 Bände. Wien 1793–1794.
Band 1: Olmützer Kreis 
 Band 2: Brünner und Hradischer Kreis 
Band 3: Preraurer, Znaimer und Iglauer Kreis
- Kurzgefaßte Geschichte des Landes Mähren. Brünn 1788.